# SpVg Werne
Die SpVg Werne (offiziell: Spielvereinigung Werne 16/25 e. V.) war ein Sportverein aus Werne im Kreis Unna. Die erste Fußballmannschaft spielte zwei Jahre in der höchsten westfälischen Amateurliga.

## Geschichte
Ältester Vorgängerverein ist der am 16. März 1916 gegründete BV Werne 16, der sich zwei Jahre später in SV Werne 16 umbenannte. Im Jahre 1920 fusionierte dieser mit dem TV Werne 03, jedoch wurde die Fusion ein Jahr später wieder gelöst. 1925 gründeten Zechenbeamte den VfK Werne 25. Beide Vereine spielten in der zweitklassigen 1. Bezirksklasse, bevor sie im Jahre 1936 zur Spielvereinigung Werne fusionierten. Ein neuer Verein namens SV Werne 16 entstand 1949.
Nach dem Ende des Zweiten Weltkriegs spielte der Verein zunächst in der Dortmunder Bezirksklasse. 1947 wechselten die Werner in die Staffel Münster und sicherten sich auf Anhieb die Meisterschaft und den Aufstieg in die Landesliga, die seinerzeit höchste westfälische Amateurliga. Als Drittletzter der Saison 1948/49 wurde der Klassenerhalt knapp verfehlt. 1950 qualifizierte sich die Spielvereinigung für die kurzlebige 2. Landesliga Westfalen. Trotz einer 0:11-Niederlage beim SVA Gütersloh erreichten die Werner Platz fünf. Ein Jahr später wurden die 2. Landesligen aufgelöst und die Werner kehrten in die Landesliga zurück und mussten 1953 wegen Verstoß gegen die Verbandsbestimmungen zwangsabsteigen. In der Bezirksliga erreichten die Werner im Jahre 1958 die Vizemeisterschaft hinter dem SuS Oberaden.

## Nachfolgevereine

### SSV Werne
Am 15. Juli 1961 fusionierte die Spielvereinigung mit dem neuen SV Werne 16 zum SSV Werne. Dieser spielte von 1965 bis 1974 in der Landesliga. Nach zwei Vizemeisterschaften 1976 und 1978 hinter dem SV Herbern bzw. dem VfL Altenbögge stieg der SSV 1979 in die Kreisliga A hinab. 1982 gelang der Wiederaufstieg, dem 1985 der Sprung in die Landesliga folgte. Dort hielt sich die Mannschaft für drei Jahre, ehe es zunächst wieder runter in die Bezirksliga und 1990 runter in die Kreisliga A ging. Im Jahre 1998 folgte dann der erneute Aufstieg in die Bezirksliga.
Im Jahre 1966 wurde die A-Jugend Vize-Westfalenmeister nach einer 1:4-Endspielniederlage gegen den VfL Bochum. Fußballkommentator Hansi Küpper spielte in der erfolgreichen Mannschaft. Der SSV Werne brachte mit Theodor Homann und Marvin Pourié zwei Bundesligaspieler sowie mit Dieter Meis einen späteren Regionalligaspieler hervor.

### Werner SC
Am 7. Dezember 1999 fusionierte der SSV Werne wiederum mit dem im Jahre 1967 gegründeten Sportfreunden Werne-West zum Werner SC. Dieser übernahm den Platz in der Bezirksliga vom SSV, musste aber 2005 den Gang in die Kreisliga A hinnehmen. Sechs Jahre später gelang dann der Wiederaufstieg in die Bezirksliga. Nach drei dritten Plätzen stieg der Werner SC im Jahre 2017 in die Landesliga auf. 2023 stiegen die Werner wieder ab, schafften dann aber den direkten Wiederaufstieg.
Ingo Anderbrügge, Kurtulus Öztürk und Norbert Runge wirkten als Trainer beim Werner SC.